# Luke Chambers
Luke Chambers (født 28. september 1985 i Kettering, England) er en engelsk fodboldspiller, der spiller som forsvarsspiller hos Championship-klubben Ipswich Town FC. Han har spillet for klubben siden 2012. Tidligere har han, på både ungdoms- og seniorplan, repræsenteret Northampton.
Chambers spillede sin debutkamp for Nottingham Forest den 3. februar 2007 i et opgør mod Bradford.